# Circulación coronaria
Se llama circulación coronaria a la parte del sistema circulatorio que suministra nutrientes y oxígeno a las células que constituyen el corazón. Los dos vasos sanguíneos coronarios principales son la arteria coronaria izquierda y la arteria coronaria derecha, ambas parten de la arteria aorta y aportan el flujo de sangre necesaria para el metabolismo normal del músculo cardiaco (miocardio). Estas arterias principales se dividen en otras más pequeñas para dar lugar a capilares donde la sangre entrega oxígeno y nutrientes a las células del miocardio y recoge el dióxido de carbono y los productos de desecho, finalmente la sangre pobre en oxígeno alcanza las venas cardiacas y drena en su mayor parte en el seno coronario que desemboca en la aurícula derecha. Cuando se produce una obstrucción en alguna de las arterias coronarias o sus ramas, las células del corazón resultan dañadas por no recibir el oxígeno y los nutrientes que necesitan para realizar su función. Si la obstrucción es completa se produce un infarto agudo de miocardio, es decir la muerte de un área más o menos extensa del tejido que forma el corazón. La función de este órgano depende en gran parte del mantenimiento y modulación del flujo coronario, el miocardio es el tejido del organismo con mayor requerimiento de oxígeno en condiciones basales, entre 8 y 10 mililitros de oxígeno por minuto por cada 100 gramos de tejido, frente a 0,15 ml por 100 gramos que precisa el músculo esquelético.

## Anatomia coronaria

### Arterias coronarias

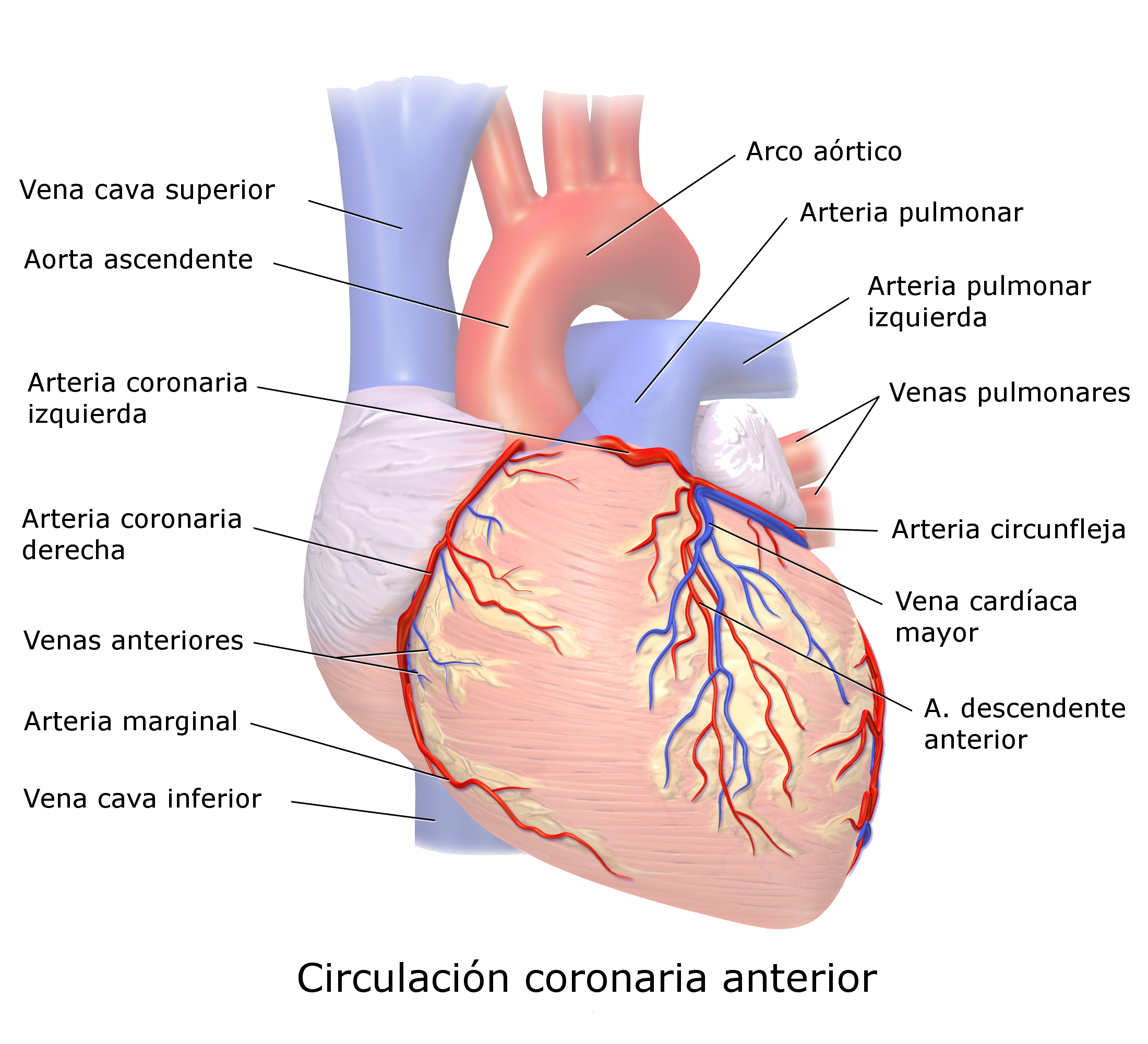
Circulación coronaria anterior.

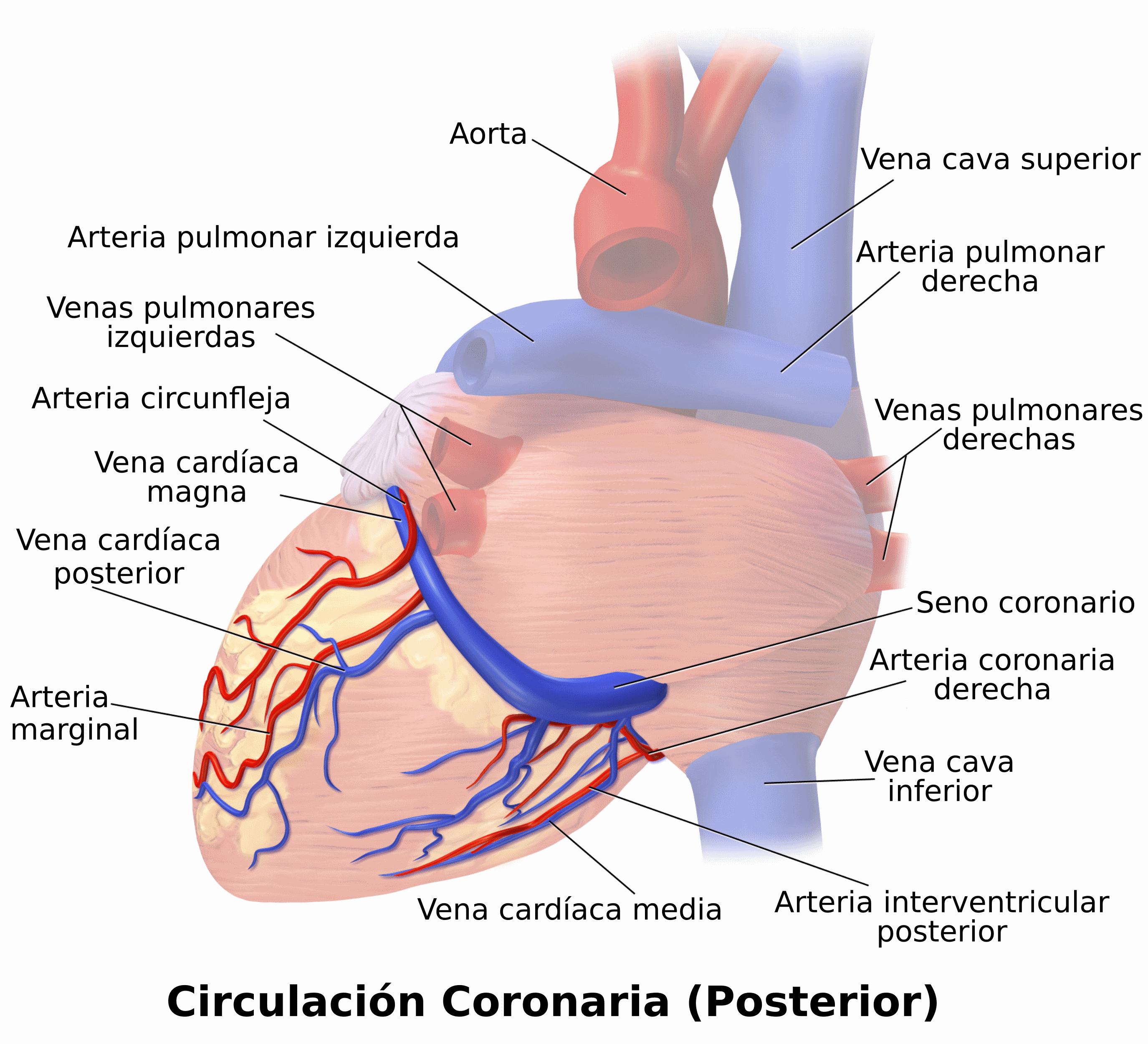
Circulación coronaria posterior.

Las dos arterias coronarias, derecha e izquierda, surgen a ambos lados de la arteria aorta ascendente. La arteria coronaria izquierda se divide en dos ramas principales, la arteria interventricular anterior, también llamada arteria descendente anterior izquierda y la rama circunfleja de la arteria coronaria izquierda. La arteria coronaria derecha da lugar a dos ramas principales, la arteria descendente posterior (rama interventricular posterior de la arteria coronaria derecha) y la rama marginal (rama marginal derecha de la arteria coronaria derecha). Las arterias coronarias izquierda y derecha junto con sus ramas principales discurren por la superficie del corazón, por lo que se llaman arterias coronarias epicárdicas, las ramas más pequeñas (arterias intramiocárdicas) penetran en el espesor del miocardio, se distribuyen entre los estratos musculares y se ramifican en arteriolas y capilares.

### Venas coronarias
Los vasos que realizan la circulación de retorno del músculo cardíaco se conocen como venas coronarias y transportan sangre con poco oxígeno, desde el miocardio hasta la aurícula derecha. La mayor parte de la sangre de las venas coronarias vuelve a través del seno coronario que mide 3 cm de largo y desemboca en la aurícula derecha. En el seno coronario tributan la vena cardiaca magna, vena cardíaca media, vena cardíaca menor, vena posterior del ventrículo izquierdo y vena oblicua de la aurícula izquierda (vena de Marshall). Algunas venas pequeñas van directamente a la aurícula derecha sin pasar por el seno coronario, entre ellas las venas cardíacas anteriores y venas cardíacas menores (venas de Tebesio). La anatomía de las venas cardiacas es muy variable.

## Flujo coronario
En condiciones basales el flujo sanguíneo coronario es entre 250 y 300 ml de sangre por minuto. El corazón consume alrededor de 10 ml de oxígeno por cada 100 gramos de tejido, lo que representan el 7
% del oxígeno total que precisa el organismo, esta cantidad de apariencia modesta es en realidad muy importante. El flujo coronario corresponde al 5% del gasto cardíaco, aunque el corazón solo representa el 0.3% del peso corporal total. La función cardiaca es muy dependiente de la adecuada regulación del flujo coronario.

### Regulación
El flujo coronario tiene gran capacidad de autorregulación, para que exista equivalencia entre las necesidades de oxígeno que son cambiantes y el aporte a través de las arterias coronarias. El consumo de oxígeno miocárdico depende de diferentes factores, entre ellos la frecuencia cardíaca, la tensión de la pared ventricular, la contractilidad miocárdica y la masa miocárdica. El principal mecanismo que aumenta el flujo es la vasodilatación de las pequeñas arteriolas. Se cree que las células musculares del corazón (miocitos), cuando sufren falta de oxígeno liberan sustancias vasodilatadoras, entre ellas adenosina, siendo este uno de los mecanismos principales de regulación.
El segundo mecanismo regulador tiene lugar a través del sistema nervioso autónomo. Los vasos sanguíneos coronarios están inervados por neuronas pertenecientes al sistema nervioso simpático que liberan adrenalina y del sistema nervioso parasimpático, liberadoras de acetilcolina.
- Sistema nervioso simpático. La noradrenalina actúa a través de receptores beta-noradrenérgicos que son vasodilatadores y la adrenalina a través de los alfa que tienen un efecto vasoconstrictor.
- Sistema nervioso parasimpático. La acetilcolina tiene un efecto vasodilatador directo sobre las arterias coronarias.[8]